# АЕС ЛаСаль
Атомна електростанція Ла-Салл, розташована в містечку Брукфілд, округ Ла-Салл, штат Іллінойс, поблизу Марсейлз, за 11 миль (18 км) на південний схід від Оттави, забезпечує електроенергією Чикаго та Північному Іллінойсу. Станція належить і управляється Constellation Energy після відділення від Exelon Corporation у 2022 році. Її енергоблоки 1 і 2 почали комерційну експлуатацію в жовтні 1982 і жовтні 1984 відповідно.